# Vârful Pișcanu, Munții Iezer - Păpușa

Pișcanu este un vârf muntos situat în Masivul Iezer-Păpușa, care are altitudinea de 2.323 metri.